# Ivo il tardivo
Ivo il tardivo es una película italiana de 1995 dirigida por Alessandro Benvenuti y protagonizada por Francesca Neri, Davide Bechini, Francesco Casale y el propio Benvenuti. Patrizio Fariselli, quien aportó la música para el filme, ganó el Ciak d'oro en la categoría de mejor banda sonora.

## Sinopsis
Ivo es un enfermo mental que vive en una granja aislada en el pueblo de Castelnuovo dei Sabbioni. Un día conoce a Sara, quien se sensibiliza sobre la condición de Ivo y, después de conocerlo mejor, lo convence de ingresar a una comunidad que alberga pacientes psiquiátricos.

## Reparto
- Alessandro Benvenuti: Ivo
- Francesca Neri: Sara
- Davide Bechini: Fabio
- Francesco Casale: Andrea
- Antonino Iuorio: Antonio
- Sandro Lombardi: Aldo
- Guido Cerniglia: Padre de Sara
- Lucia Ragni: Tía Augusta
- Daniele Trambusti: Lele